# Хинрихсхаген (Мекленбург)
Хинрихсхаген (њем. Hinrichshagen) општина је у њемачкој савезној држави Мекленбург-Западна Померанија. Једно је од 60 општинских средишта округа Мириц. Према процјени из 2010. у општини је живјело 180 становника. Посједује регионалну шифру (AGS) 13056022.

## Географски и демографски подаци
Хинрихсхаген се налази у савезној држави Мекленбург-Западна Померанија у округу Мириц. Општина се налази на надморској висини од 67 метара. Површина општине износи 14,9 km². У самом мјесту је, према процјени из 2010. године, живјело 180 становника. Просјечна густина становништва износи 12 становника/km².